# 國際輻射單位與度量委員會
國際輻射單位與度量委員會（英語：International Commission on Radiation Units and Measurements，簡稱）是一標準化組織，1925年由國際放射學會議（International Congress of Radiology）成立。其目的是發展對物理量、輻射單位與放射性的國際性容許建議，以及統合度量程序與物理數據。

## 外部連結
- ICRU官網 （页面存档备份，存于）